# T. Dumitru Popescu
T. Dumitru Popescu, romunski general, * 11. oktober 1893, † 24. junij 1979.